# Charles Bell (pintor)
Charles Bell (11 de junio de 1935-1 de abril de 1995) fue un artista fotorrealista estadounidense.

## Carrera artística
A pesar de su interés por el arte durante toda su vida, Bell nunca recibió ninguna formación artística formal. Recibió el premio Society of Western Artists en 1968. 

## Legado
Después de la muerte de Bell, Louis K. Meisel de la Galería Louis K. Meisel se convirtió en el propietario de todos los derechos de propiedad intelectual sobre las obras de arte creadas por Charles Bell. 
Las obras de Bell se encuentran en las colecciones del Museo de Arte del Sureste de Texas en Beaumont, Texas, el Museo Metropolitano de Arte de Nueva York, el Museo Solomon R. Guggenheim de Nueva York, el Museo Smithsonian de Arte Americano en Washington D. C. y el Hiroshima. Museo Municipal de Arte Contemporáneo de Japón, entre otros.
Según el crítico de arte e historiador Henry Geldzaler, las mejores obras de Bell estaban en la serie de pinball. El New York Times citó a Geldzaler diciendo: "... el mayor logro del artista, visual, técnica y tecnológicamente".